# مسجد حاج محمد جعفرآباده‌ای
مسجد حاج محمد جعفر آباده‌ای مربوط به سدهٔ ۱۳ ه‍.ق است و در اصفهان، خیابان عبدالرزاق، بازارچه حاج محمد جعفر واقع شده و این اثر در تاریخ ۳۰ خرداد ۱۳۵۸ با شمارهٔ ثبت ۳۸۸ به‌عنوان یکی از آثار ملی ایران به ثبت رسیده‌است.

## موقعیت جغرافیایی بنا
اين بنا در بازار اصفهان، ميان محله نيم‌آورد و جماله كله و درب امام در بازارچه‌اي هم نام مسجد واقع و از آثار ارزنده دوره قاجار است كه به همت حاج محمد جعفر آباده‌اي ـ از روحانيون مشهور اصفهان در قرن سيزدهم هجري ـ ساخته شده است. <ref>اینجا اصفهان. «مسجد حاج محمد حعفر». https://www.injaisfahan.ir/. پیوند خارجی در |وبگاه= وجود دارد (کمک)</ref>
تنها شبستان مسجد توسط فرد مذكور ساخته شده و بقيه مسجد از پيش برقرار بوده است. به نظر مي ‌رسد كه بناي مسجد به هنگام فوت حاج محمد جعفر ـ ۱۲۸۰ هـ . ق ـ به پايان رسيده بوده و تنها بخشي از تزيينات آن بعد از مرگ وي به همت پسرش كه امام جماعت آن مسجد شد، به انجام رسيده است. <ref>فرهنگ اصفهان. ابوالقاسم رفیعی مهرآبادی.</ref>
هیات حضرت ابوالفضل اصفهان که از هیات‌های قدیمی و مشهور اصفهان نیز هست، در این مسجد برگزار می‌گردد.